# پان‌مغولیسم

مغولان در آسیای شرقی

پان مغولیسم عقیده‌ای سیاسی برای جمع کردن مغولان در یک کشور مستقل می‌باشد که مغولستان بزرگ نامیده می‌شود. این ناحیه شامل کشور مغولستان، ایالت چینی مغولستان داخلی و ایالت روسی بوریاتیا، تووا، جمهوری آلتایی و سرزمین آلتایی می‌شود. در تمامی این نواحی غیر از مغولستان اکثریت جمعیت، غیرمغولی هستند.
این جنبش ملی‌گرایانه در اوایل سده ۱۹ میلادی با سقوط سلسله چینگ و احتمال ایجاد کشور مستقل مغولستان آغاز گردید. پس از آنکه ارتش سرخ با تصرف مغولستان، جمهوری خلق مغولستان را ایجاد کرد، فکر تشکیل کشوری مستقل عملاً بر باد رفت. در ۱۹۹۲ میلادی، حکومت کمونیستی در مغولستان نابود شد و احزاب پان‌مغولیست نیز تشکیل گردیده‌اند، اما فاقد محبوبیت و پشتیبانی مردم می‌باشند.